# Козакія

Одна з найвідоміших варіацій прапора Козакії та козацького етносу

Емігрантський журнал «Казакия»

Козакія (рос. Казакия, англ. Cossackia) — термін, що іноді використовується для позначення традиційних областей, де існували або існують козацькі громади на території Росії і України. Залежно від контексту, «Козакія» може означати етнографічний район козачого проживання, історичну країну, або гіпотетичне козацьке державне утворення.
Термін «Козакія» здобув популярність серед емігрантів у Європі після перевороту 1917 року і наступної громадянської війни. Зокрема, він активно використовувався емігрантськими організаціями в Празі. До Козакії відносили Дон, Кубань і Терек, іноді і деякі інші території. Рух емігрантів на підтримку Козакії іноді називалося «козакійцями». Ідеологічні опоненти в середовищі козацтва, під час і після громадянської війни, називали їх «самостійниками», причому відносили до «самостійників» і помірних прихильників автономії. Спочатку обговорювалася саме автономія, в умовах еміграції відбувалася радикалізація поглядів, і ставилося питання вже про створення держави. Були прапор і гімн Козакії. У Празі діяв Вільно-козацький рух, з 1927 року за підтримки уряду Польщі видавався журнал «Вільне козацтво». У різні періоди видавалися також журнал «Козаки» (Прага, Софія, Братислава), журнал «Козак» (Париж) та ін.
В основі ідеології «козакійців» лежало поняття козаків як народу, тобто особливого етносу. Козакією відповідно називали територію розселення цього етносу. Прихильником теорії про козаків як особливий етнос був Лев Гумільов.
Термін «Козакія» активно почав використовуватися лише в еміграції. До цього козаки чітко усвідомлювали свою територію і відокремлювали її від інших, але використовували інші назви. Донські козаки для позначення своїх земель використовували слово Присуд.
Під час німецько-радянської війни Третій Рейх із метою створення колабораціоністських формувань намагався взаємодіяти з Козацькими національно-визвольним рухом (КНОД), що виступав за створення державного утворення Козакії. Але слід зазначити, що лідери козацьких колабораціоністських формувань, такі як Краснов і Шкуро, на відміну від КНОД, не були прихильниками створення Козакії, а виступали на позиціях неподільної Росії, Краснов прямо засуджував ідею відокремлення.
Після закінчення Другої світової війни центр козацької еміграції, а разом з нею і прихильників Козакії, перемістився з Європи за океан, в США. Козаки згадуються в Тижні поневолених народів (США).
Слід зазначити, термін Козакії використовувався лише білогвардійцями-емігрантами «козацьких» частин.
Також назву «Козакія», використовують на Форумі Вільних Народів Постросії для Донської Держави.

## Ідея Козакії й сучасна Росія
У російській пропаганді, поширене розділення козаків та Українців на окремі народи. Також, серед Національної гвардії РФ, генерал Краснов є «прикладом». У 90-х самопроголошений отаман Козіцин, хотів створити свій аналог Козакії. У 2014 була спроба перетворити Луганську, Донецьку, та Ростовську області в Козакію, у складі РФ.
Проект Югоросія — ідея створення із козацьких регіонів півдня Росії окремої буферної держави між Азовським і Каспійським морями.